# Luis Fermín de Carvajal
Luis Fermín de Carvajal Vargas y Brun, I conde de la Unión (Lima, 27 de diciembre de 1752 - Pont de Molins, 20 de noviembre de 1794) fue un militar y hacendado español.

## Biografía
Miembro de la casa de Carvajal y Vargas. Fue el séptimo hijo (tercer varón) de Fermín Francisco de Carvajal Vargas, I duque de San Carlos y Correo Mayor de Indias, y de Joaquina Ana Magdalena de Brun y Carvajal.  En 1768 Carlos III le concedió el título de conde de la Unión, en recuerdo de la unión que su padre y el rey pactaron tras los pleitos habidos entre ellos sobre el servicio de correos.
Nacido en Lima en 1752, fue durante un corto tiempo alumno del Real Colegio de San Martín de Lima (junto a su hermano Mariano Joaquín) hasta que se trasladó a España para seguir la carrera de armas. Ingresó al regimiento de Guardias españolas como cadete y, a la par, continuó sus estudios en el Seminario de Nobles de Madrid.

## Carrera
Comenzó su carrera militar en 1765 ingresando como cadete en el regimiento de reales guardias españolas, y para 1768, siendo teniente 2.º, el rey le concedió el título de conde de la Unión y la cruz de Santiago en mención a los servicios de su casa. Posteriormente, pasó al regimiento de infantería "Mallorca", con el que participó en el asedio de Gibraltar de 1779 y en la toma de Mahón de 1781, en el transcurso de la guerra de independencia de Estados Unidos. Ascendió a coronel en 1783, brigadier en 1789 y mariscal de campo en 1791, en cuyo empleo tomó parte en la defensa de Orán contra tropas africanas.
Era gobernador del castillo de San Fernando de Figueras cuando en 1793 estalló la guerra del Rosellón contra Francia, en la que sirvió bajo las órdenes del general Ricardos, siendo ascendido a teniente general a comienzos del conflicto y señalándose especialmente en la batalla de Céret y en la toma de San Ferreol donde tuvo a su mando al Regimiento de Infantería «Castilla» n.º 16.  Tras la muerte en 1794 de Ricardos y de su sustituto Alejandro O'Reilly, Carlos IV entregó a Carvajal el mando del ejército en campaña, nombrándole también capitán general de Cataluña y presidente de su real audiencia.
Murió ese mismo año a los 42 de edad en la batalla del Roure luchando contra las tropas del general Catherine-Dominique de Pérignon.